# Ситу-Кумбанга, Масини
Масини Ситу-Кумбанга (англ. Masini Situ-Kumbanga; род. 21 октября 1955) — заирский легкоатлет, выступавший в беге на средние и длинные дистанции и марафонском беге. Участник летних Олимпийских игр 1984 года.

## Биография
Масини Ситу-Кумбанга родился 21 октября 1955 года.
Дважды участвовал в чемпионатах мира по лёгкой атлетике. В 1983 году в Хельсинки занял 12-е место в четвертьфинале в беге на 1500 метров (4 минуты 6,44 секунды) и беге на 5000 метров (15.02,26). В 1987 году в Риме в беге на 5000 метров занял 16-е место в полуфинале (14.50,39).
В 1984 году вошёл в состав сборной Заира на летних Олимпийских играх в Лос-Анджелесе. В беге на 5000 метров занял в четвертьфинале предпоследнее, 12-е место, показав результат 15.02,52 и уступив 1 минуту 9,52 секунды попавшему в полуфинал с 8-го места Закарии Барие из Танзании. В марафонском беге не смог завершить дистанцию.

## Личный рекорд
- Бег на 5000 метров — 14.28,85 (1984)[5]